# Traforo (architettura)

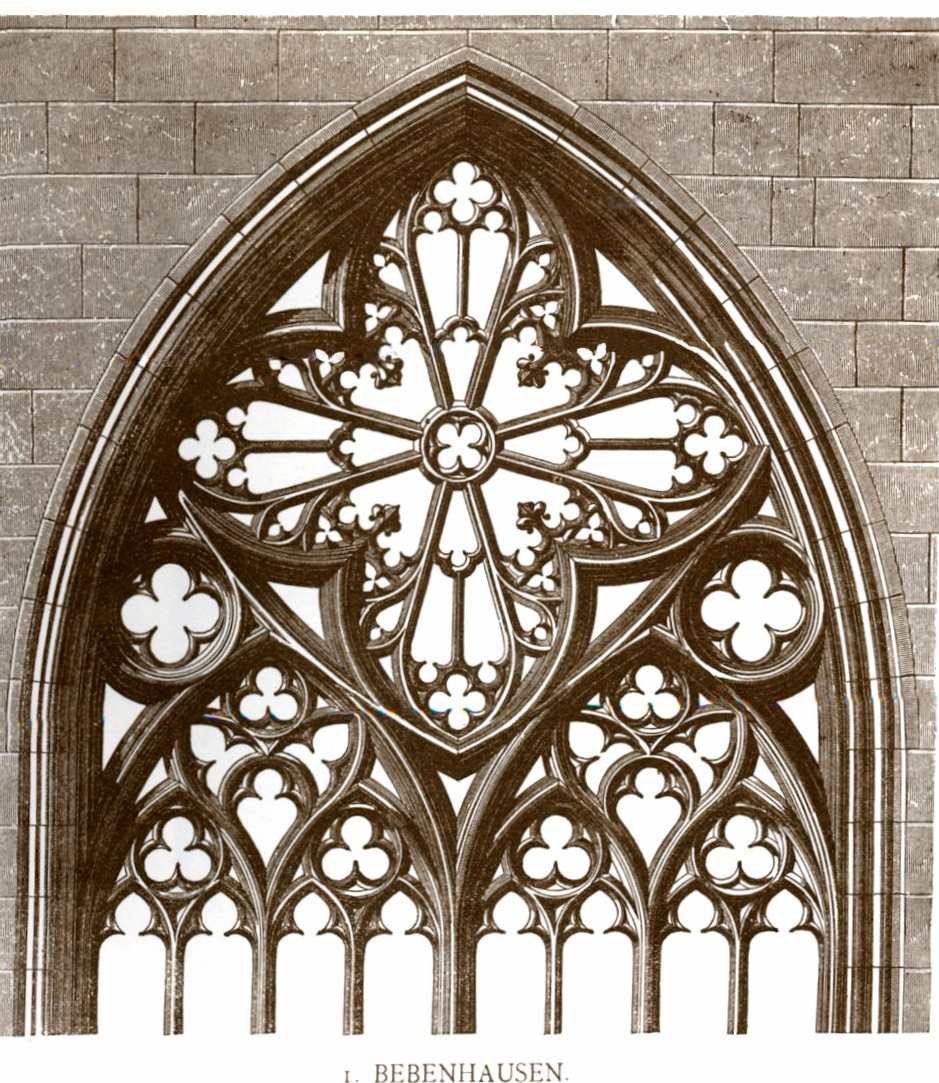
Traforo nell'abbazia di Bebenhausen.

Il traforo è un motivo architettonico in filigrana di pietra che forma un disegno piatto per finestre, balaustre e aperture di pareti. 
Il traforo consiste in modelli geometrici, che formano un profilo lapidario, dove la pietra viene completamente spezzata per formarne uno scheletro. Questa decorazione però può anche applicarsi sovrapposta a pareti piatte, formando così un "traforo cieco".
Il traforo è un elemento dell'architettura gotica ed è uno dei più importanti indicatori dell'alto-gotico e tardo gotico, per i quali era un imprescindibile elemento delle finestre. Il gotico inserì il traforo in molti altri posti, quali ad esempio le balaustre dei trifori, dei matronei, nelle guglie o sulle pareti traforate delle facciate. 
Le figure geometriche sono formate da profili in pietra resa piatta dal lato destinato all'interno e lavorata, in rilievo, su quello esterno.
I trafori fini dovevano essere stabilizzati con tasselli di ferro poiché la semplice muratura in malta non era sufficiente. Per questo nella superficie piatta venivano praticati fori destinati a ricevere i tasselli in ferro. La parte rimasta inutilizzata dei fori veniva chiusa con piombo. Le colonnine tra le finestre lanceolate sono collegate fra loro con barre metalliche supplementari e dividono le finestre in settori rettangolari, che accolgono i singoli spicchi delle finestre di vetri policromi.
Per finestre grosse e molto grosse il traforo viene soprattutto bloccato dai tasselli in ferro, che hanno il compito di reggere la spinta del vento.
Il traforo sulle balaustre consiste talvolta in tavole rettangolari in pietra, che vengono "rotte" nella forma voluta. Negli esterni i trafori in filigrana sono fortemente esposti ai pericoli della meteorizzazione e sono, secondo il grado di quest'ultima, oggetto di parziale o totale sostituzione. 

## Storia
Le sempre più ampie vetrate utilizzate dalle finestre tardo-romaniche dovevano, prima della "scoperta" del traforo, essere stabilizzate con una quantità di ancoraggi in ferro, molto poco decorativi, contro la pressione del vento e quella del proprio peso (ad esempio: le finestre occidentali della cattedrale di Le Mans).
Il traforo offrì ai committenti e agli architetti dell'alto- e tardo medioevo, la possibilità di mettere insieme esigenze estetiche e necessità tecniche per secoli.
Come precursori del traforo vengono viste le cosiddette "finestre a ruota" del XII secolo (Beauvais, St. Étienne; Chartres, Westrose).
Una forma che anticipa il traforo è il "traforo piano", attraverso il quale da pietre piatte murate vengono elaborate forme geometriche come vuoti, cosicché essi funzionano come fossero "punzonati", ad esempio nella navata centrale della cattedrale di Chartres.
Ma di traforo in senso stretto si parla solo quando vengono messe insieme forme geometriche da profili in pietra. Le prime finestre traforate si trovano nell'alto-gotica cappella del coro della cattedrale di Reims, la cui costruzione ebbe inizio nel 1211. La doppia finestra del proto-gotico venne ulteriormente suddivisa aumentandone le dimensioni, giungendo così a finestre triple e quadruple.

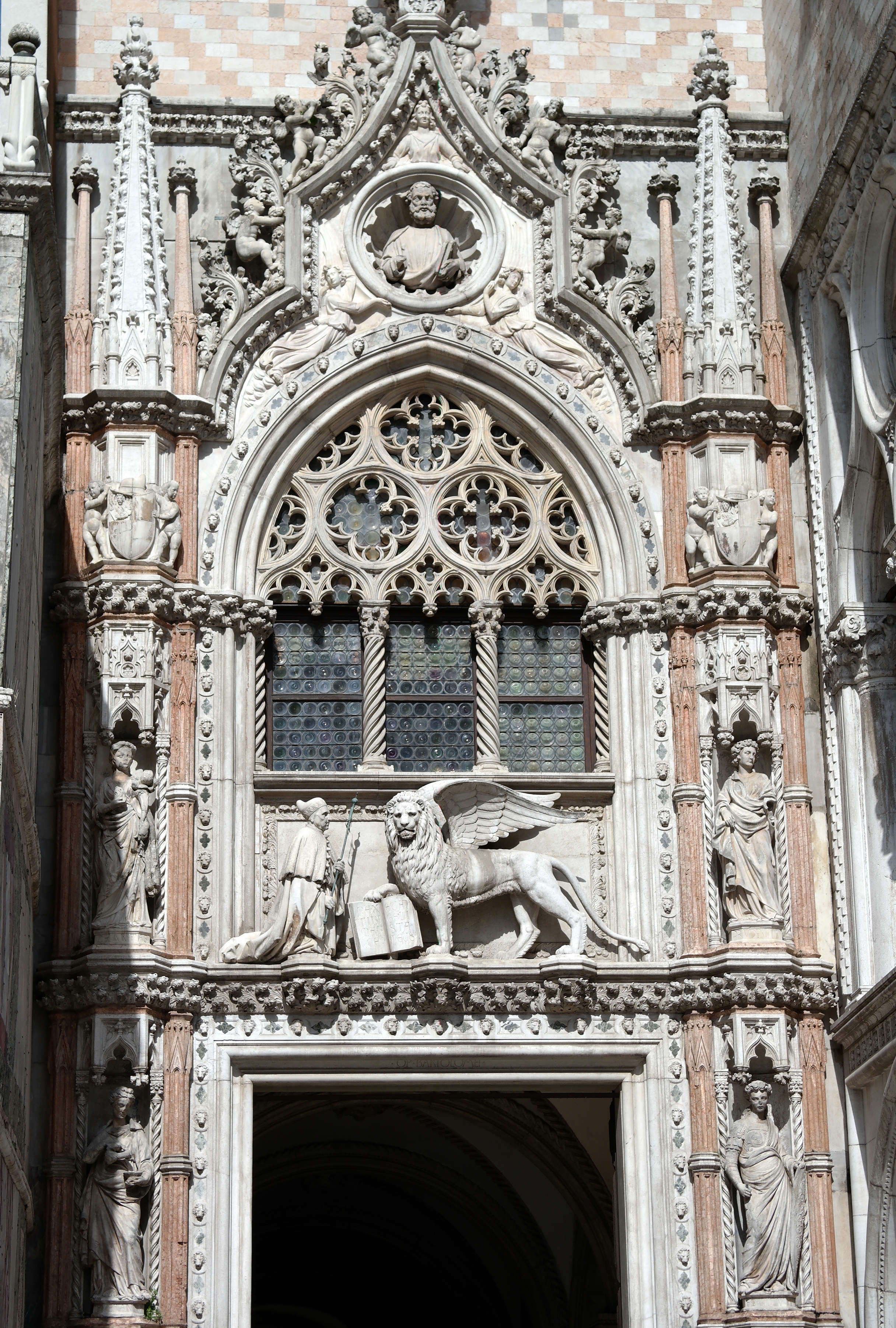
La trifora della Porta della Carta, Palazzo Ducale di Venezia con traforo nella parte sottesa dall'arco

Solo più tardi i capomastri si staccarono da queste strette articolazioni e inserirono un numero a piacere di grandi aperture identiche con parte superiore a sesto acuto. Con un traforo sistematicamente attuato gli strati dei profili delle piccole forme divennero più profondi (cioè più verso l'interno) che quelli delle forme più grosse, cosicché nacque una gerarchia negli strati delle forme di traforo. I rapporti fra i lati di queste figure danno spesso la sezione aurea e offrono quindi una buona estetica. Una forma particolare delle finestre gotiche è il rosone, con il quale il traforo viene ordinato con una simmetria radiale.
La volta a crociera del gotico, con i suoi costoloni, fu occasionalmente realizzata come traforo. In quei casi le vele non furono riempite, bensì furono aggiunti costoloni supplementari e la volta allestita come traforo.
Il traforo veniva probabilmente lavorato da una tavola piatta, la pianta, disegnato con compasso e spago in grandezza originale e quindi scolpito nella pietra. Sulla pianta la finestra poteva essere montata in prova e controllata per gli accoppiamenti.

## Forme dello stile
I cambiamenti nella forma del traforo sono un mezzo importante per la classificazione della storia dell'architettura del gotico. Concetti per fasi stilistiche sono spesso derivati dalle forme del traforo:
- Raggianti, per la fase alto-gotica, nella quale le finestre a rosone sono divise in linee radiali come raggi solari
- Fiammeggianti, per la fase tardo-gotica, nella quale il traforo si manifesta con forme fiammeggianti e asimmetricamente guizzanti
- Decorative, per la fase definita da certi trafori decorativi in Inghilterra
- Perpendicolare, per la fase del tardo-gotico inglese, in cui si riconosce un traforo da colonnine verticali

Nel gotico tedesco viene definito il passaggio dall'alto-gotico al tardo-gotico anche attraverso la comparsa di forme curvilinee come vesciche di pesce o baffi.

### Galleria d'immagini di forme stilistiche

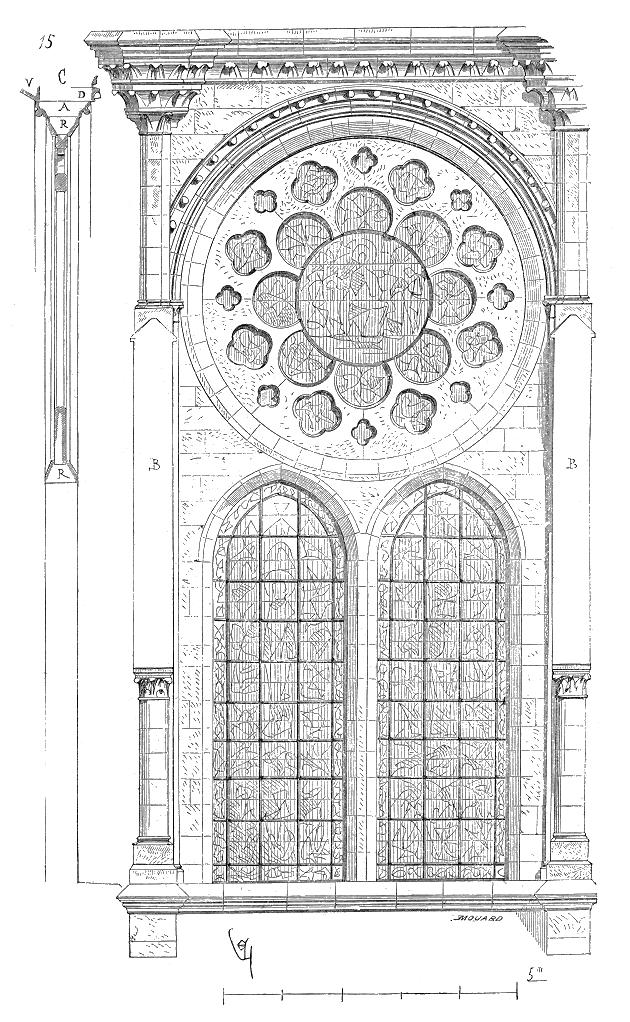
Traforo piatto, finestra della cattedrale di Chartres, circa 1215–1220
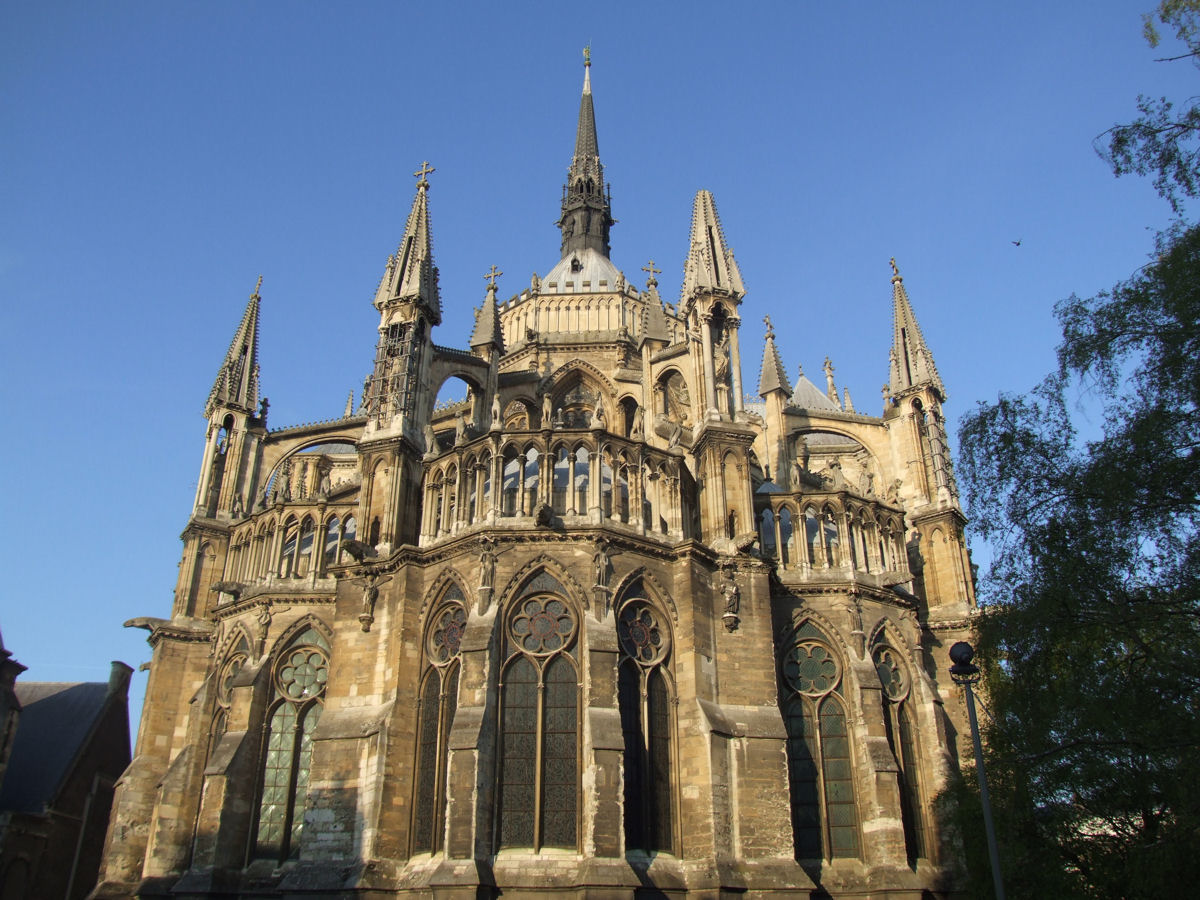
Finestra a traforo nel coro della cattedrale di Reims, verso il 1215–1220
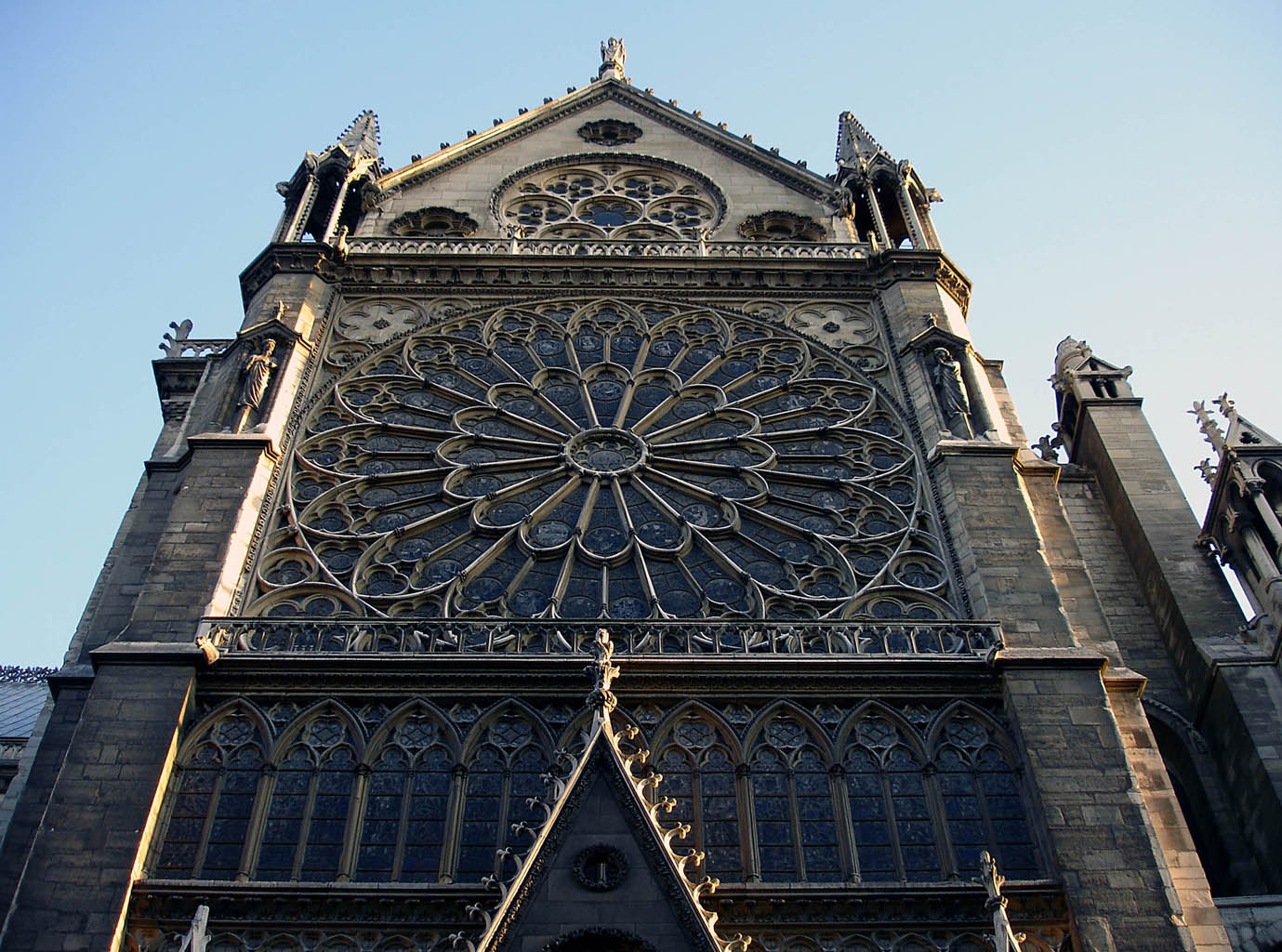
Finestra a rosone con traforo a raggi, ala nord del transetto della cattedrale di Notre-Dame a Parigi, dopo il 1250
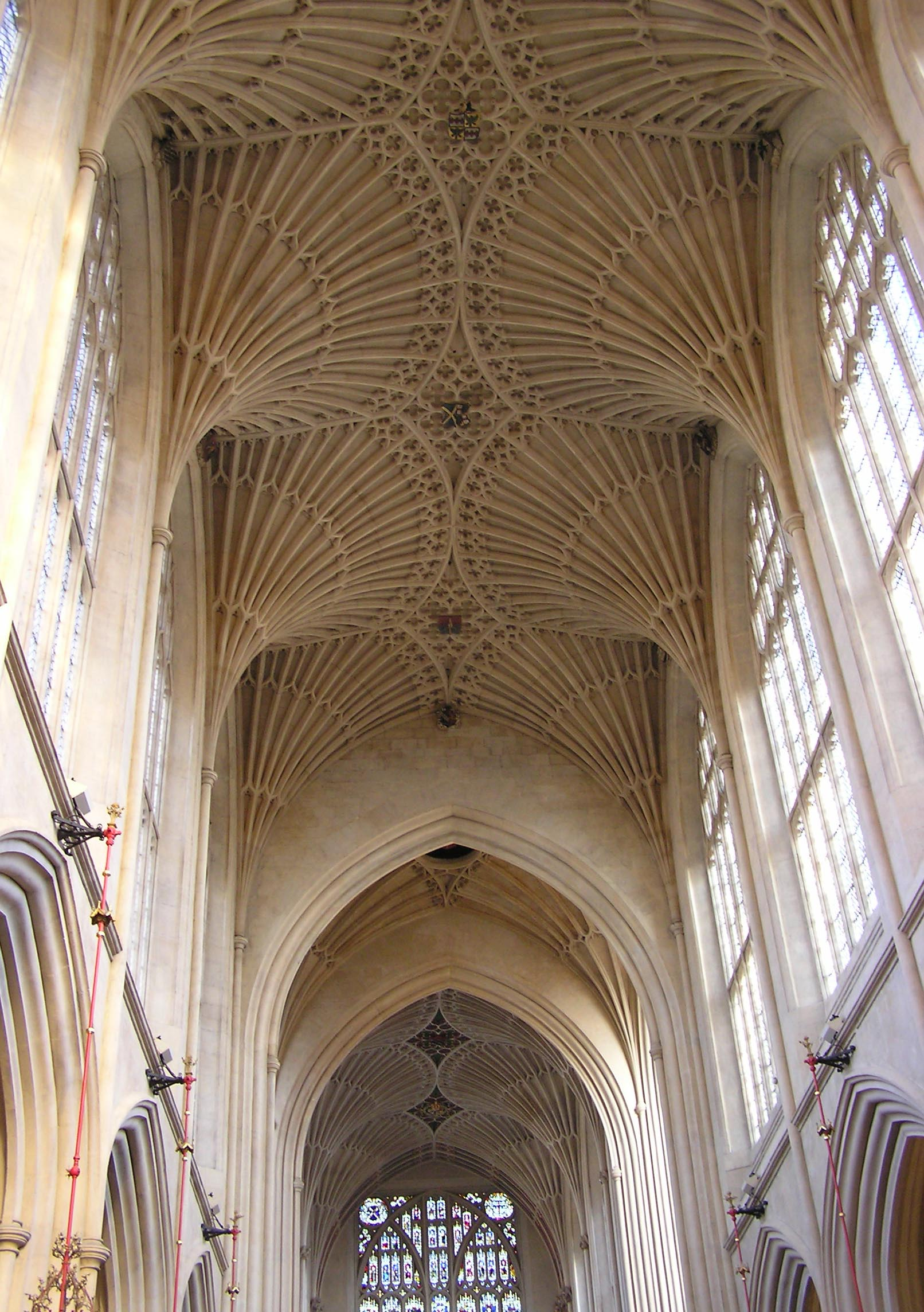
Stile perpendicolare: volta ad arco e finestra della chiesa abbaziale di Bath
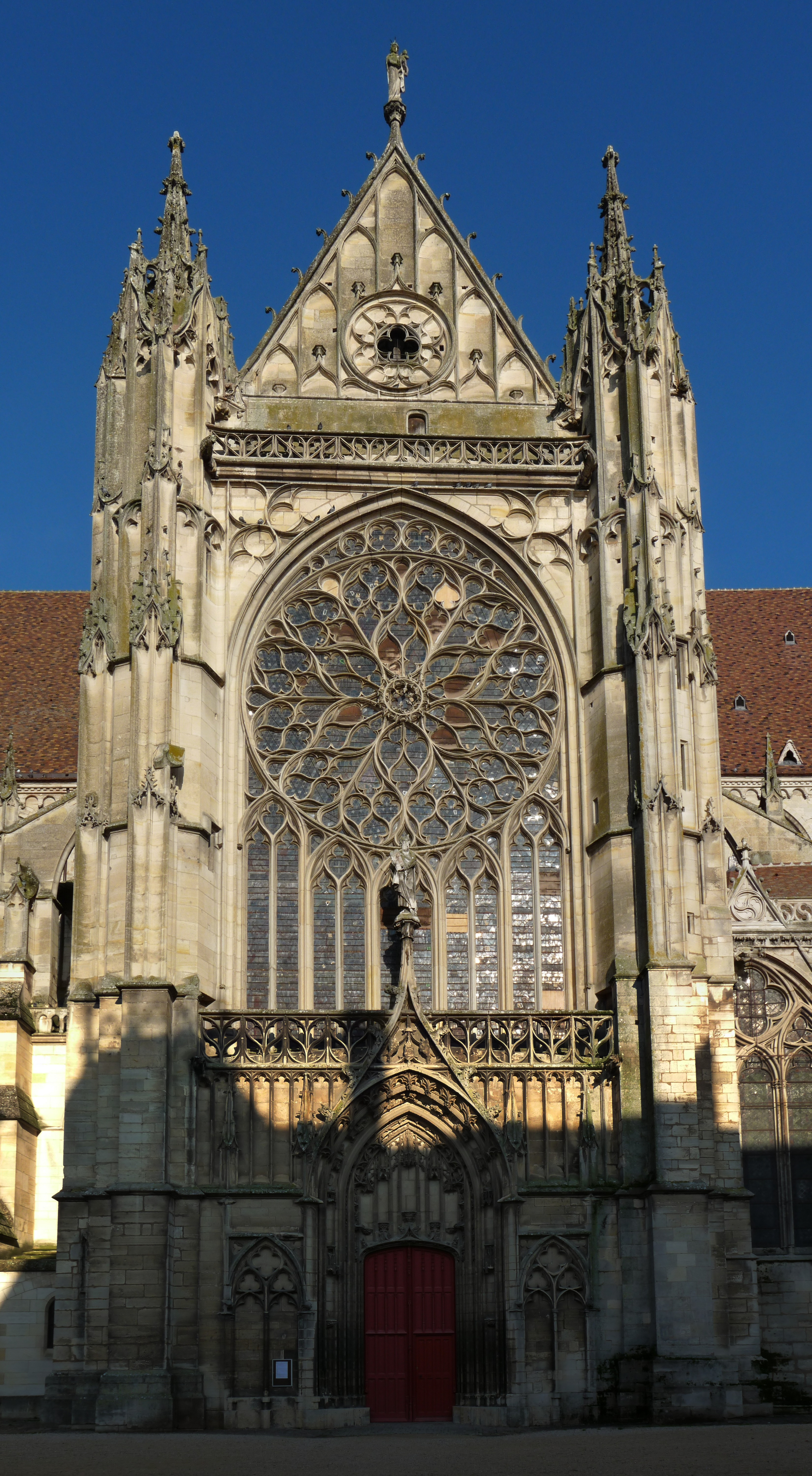
Finestra a rosone in stile gotico fiammeggiante, facciata sud del transetto della cattedrale di Sens, Fine XV secolo
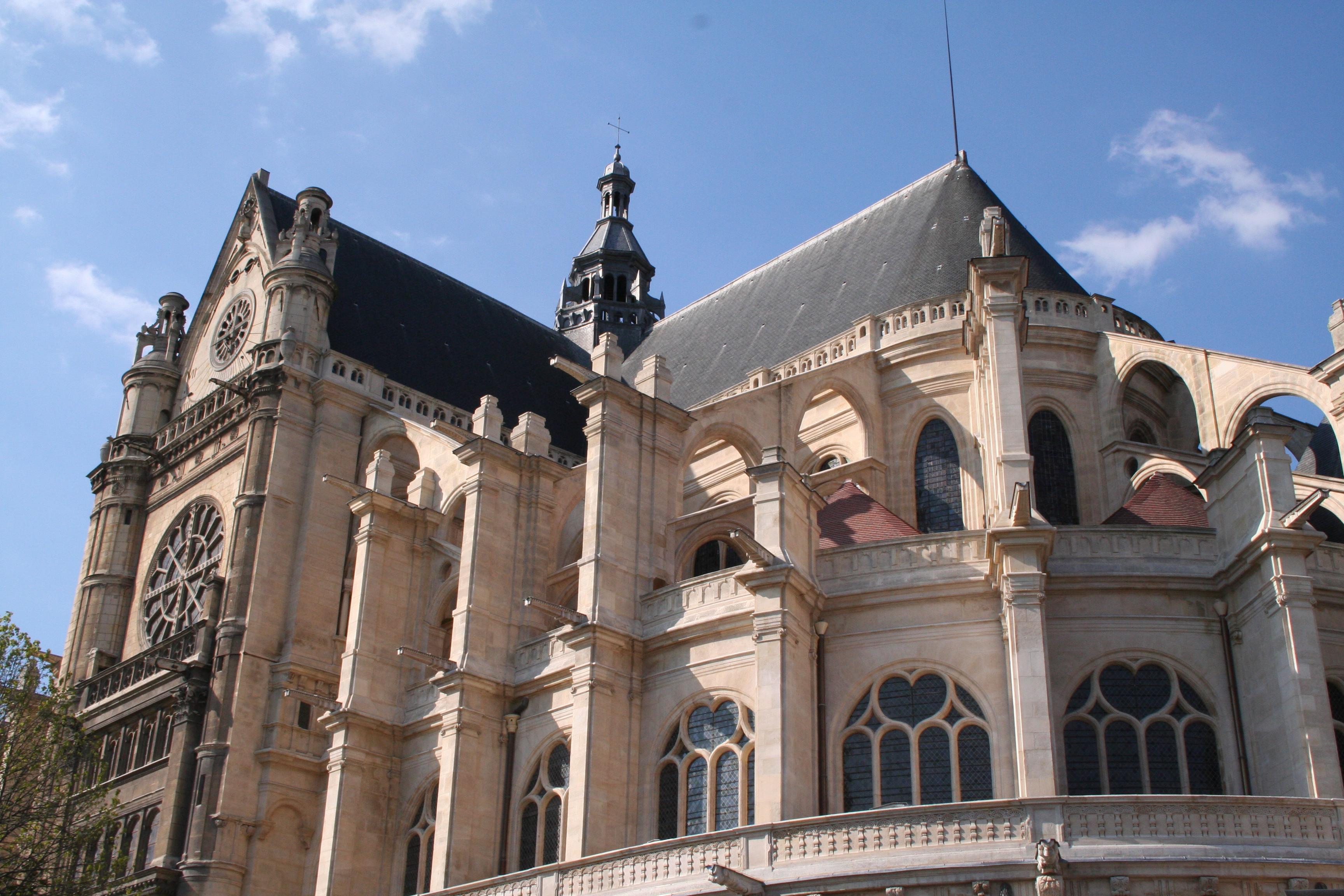
Mescolanza di forme gotiche e rinascimentali Chiesa di Saint-Eustache a Parigi, 1532–1633

## Forme di traforo

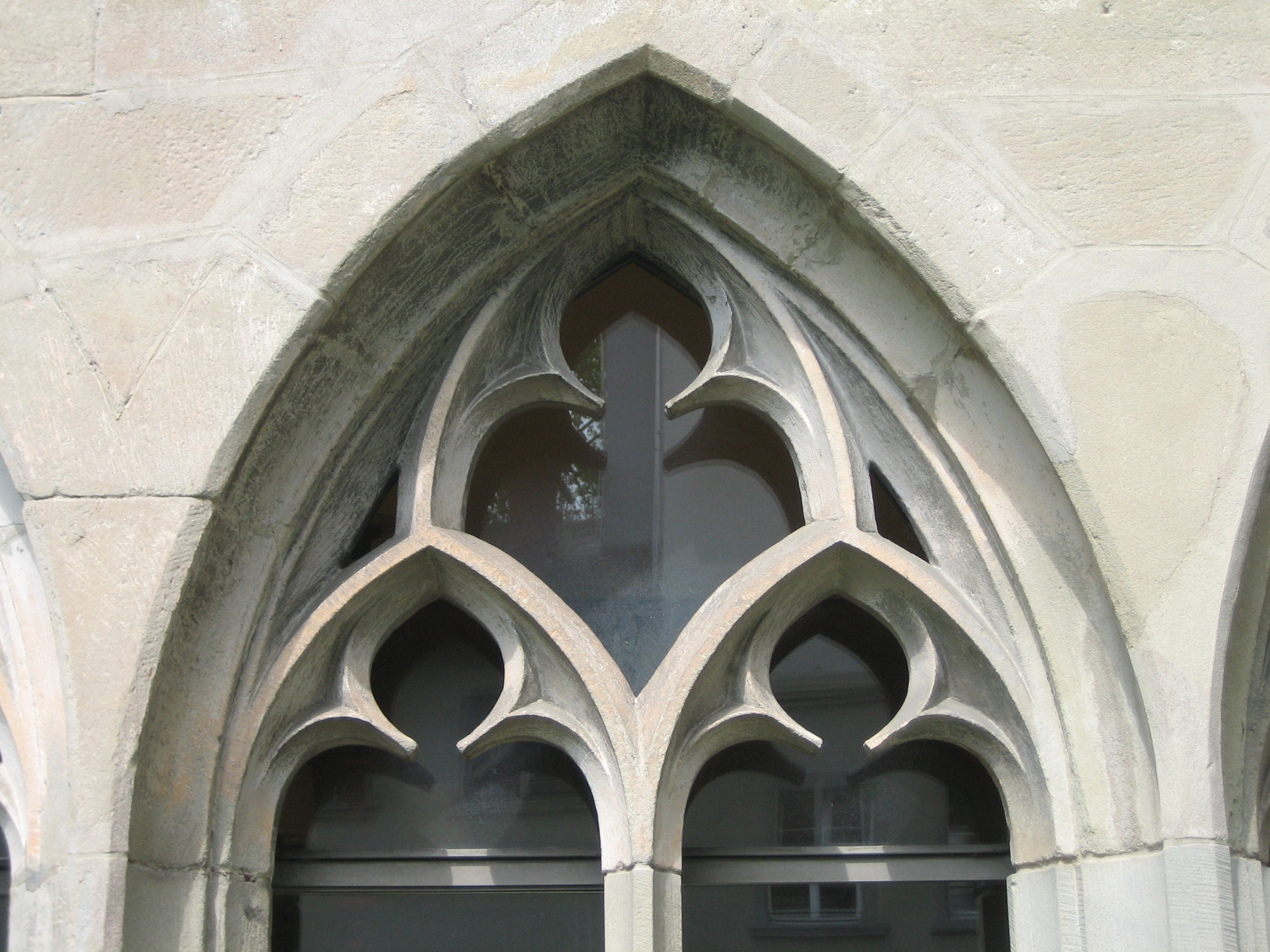
Tre "teste di suora"
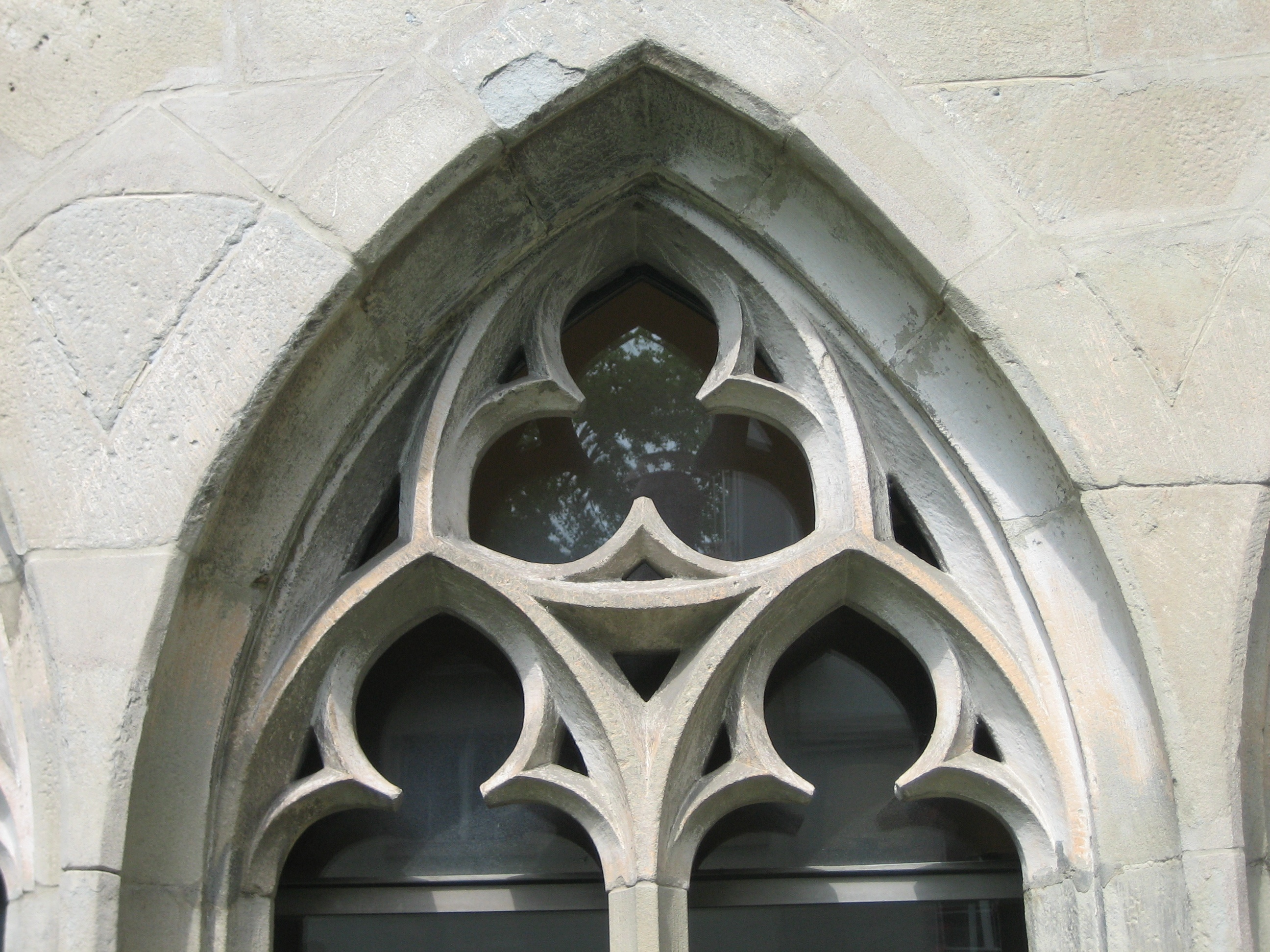
Trifoglio superiore, Due "teste di suora"
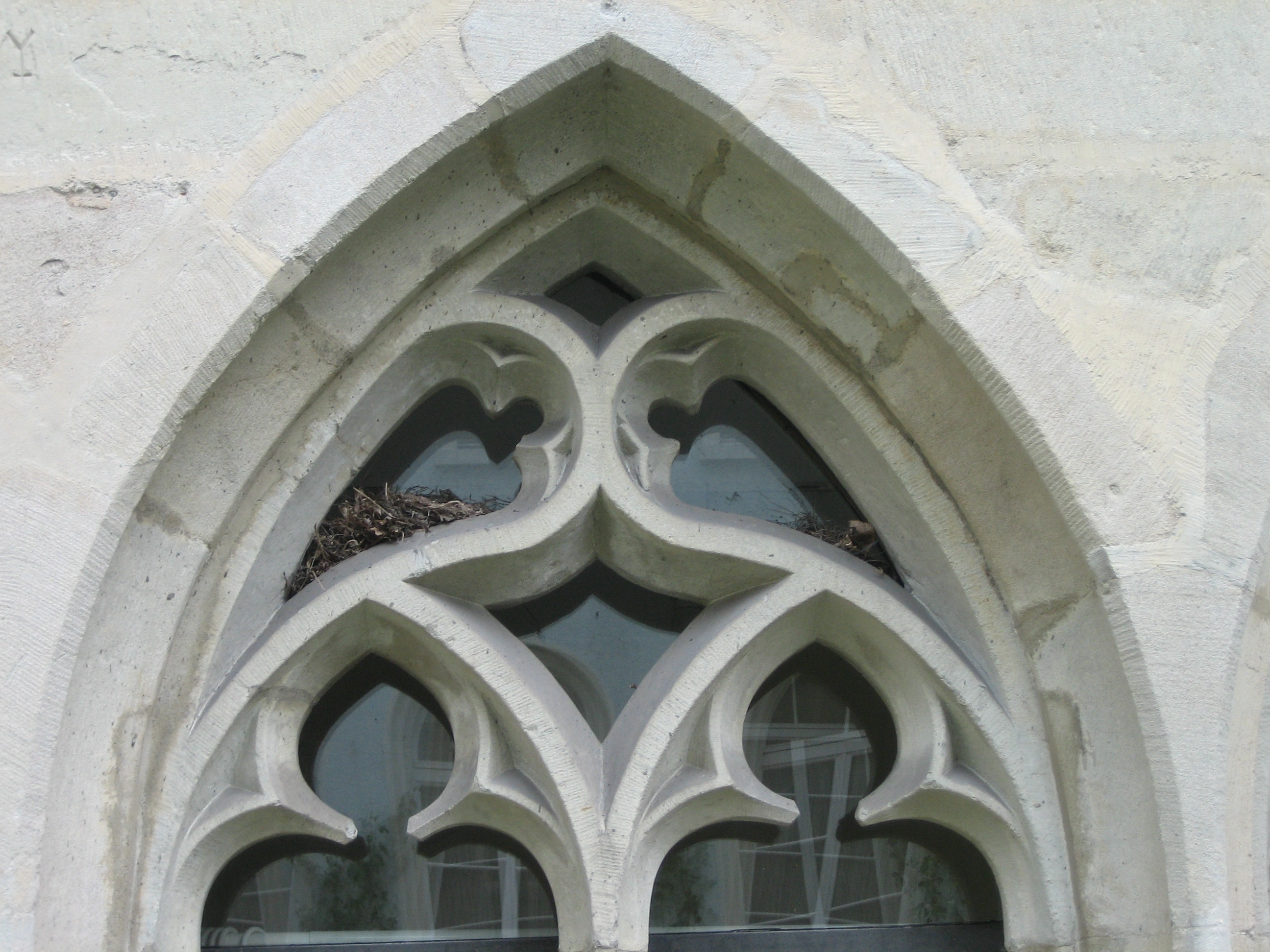
Due vesciche natatorie, Due "teste di suora"
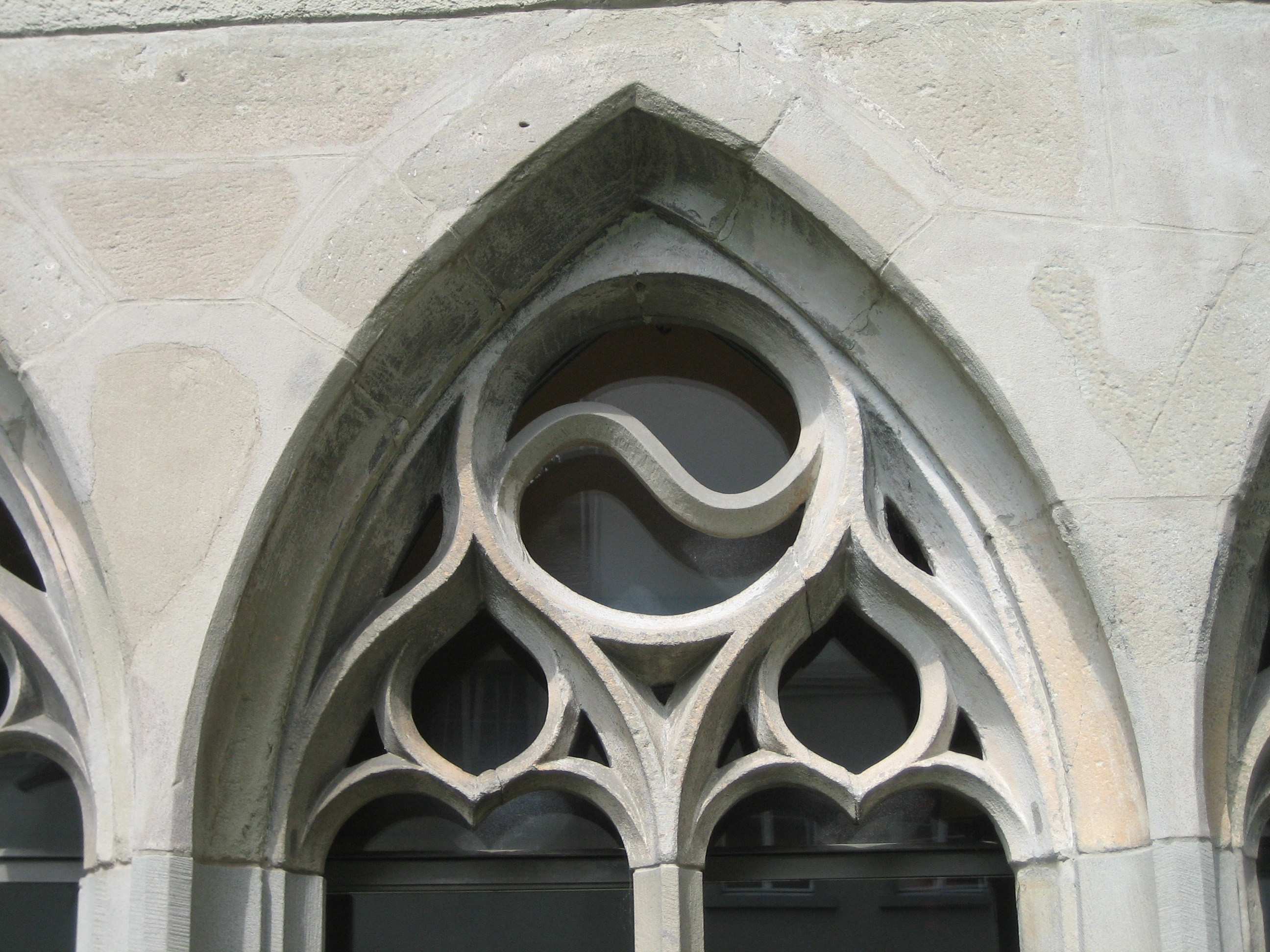
Due vesciche natatorie in circolo o due code
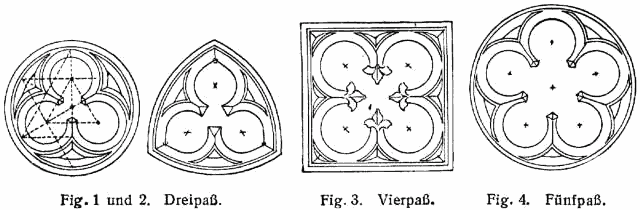
1. e 2. Trilobo – 3. Quadrilobo – 4. Pentalobo

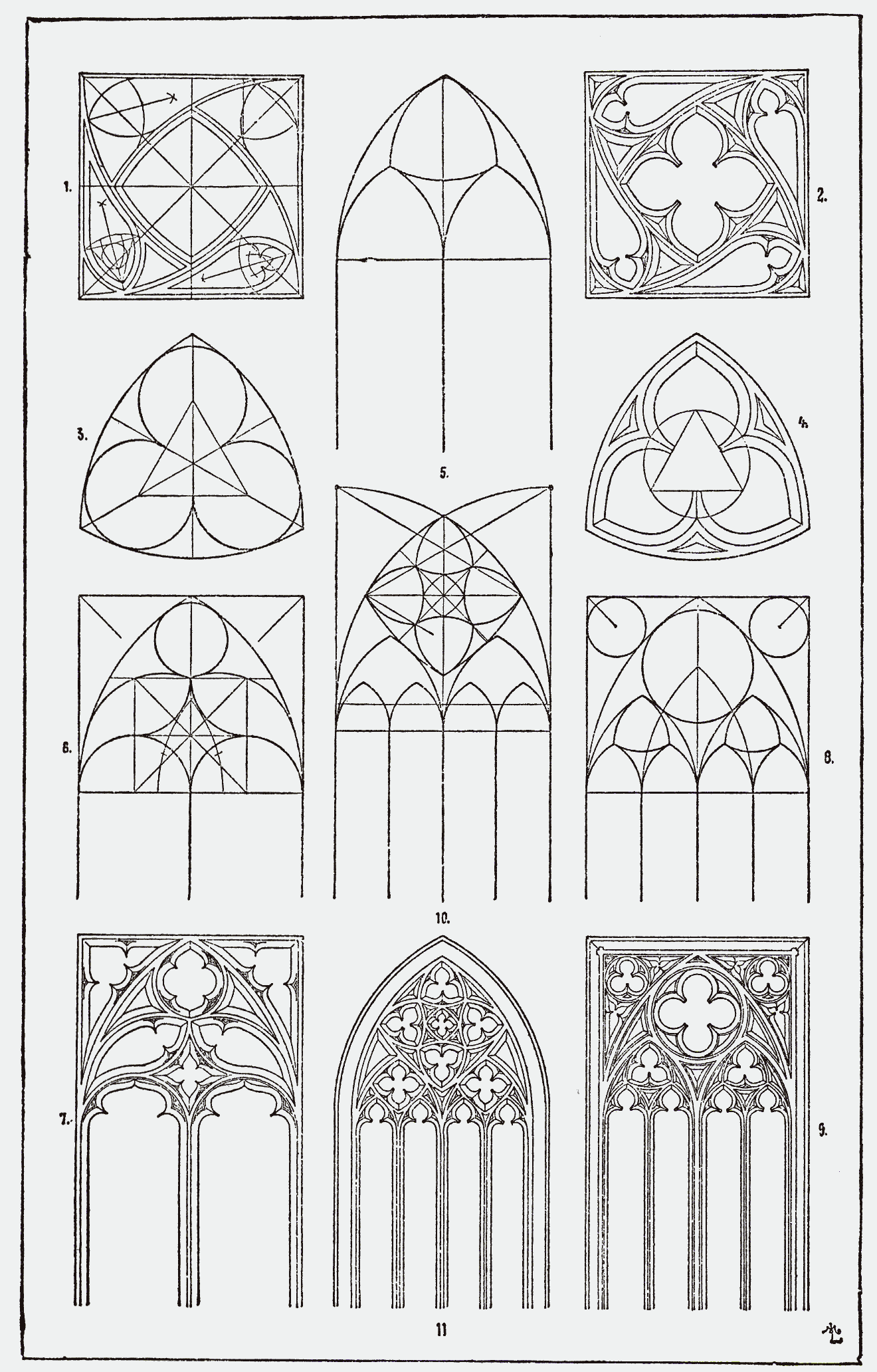
Possibilità costruttive nel prospetto del traforo

Le finestre nelle chiese alto-gotiche e tardo-gotiche non sono immaginabili senza traforo, poiché a causa delle loro grandi dimensioni necessitano di ulteriori suddivisioni. Le finestre ad arco a sesto acuto consistono tipicamente di due o tre colonnine verticali, che finiscono pure con un arco acuto e che nella maggior parte raggiungono l'altezza dell'attacco dell'arco. 
La zona superiore nello spazio sotteso dall'arco è elegantemente suddivisa con figure geometriche supplementari ed è detta in questi casi "coronamento". Queste figure hanno nomi propri appositi, quali, ad esempio:
- Vescica natatoria;
- Vescica natatoria tripla;
- Testa di suora (traforo in due parti);
- Quadrilobo o molteplici (trilobo, quadrilobo, pentalobo);
- Multilobo;
- Traforo figurato, per esempio la famosa "finestra delle tre lepri" nel transetto della cattedrale di Paderborn.

## Utilizzi
| | Finestra alto-gotica ad arco acuto nella cattedrale di Costanza                                                |
| | Schema del gran Rosone nella facciata ovest della cattedrale di Strasburgo                                     |
| | Ala sud del transetto del duomo di Ratisbona:                                                                  |
| Timpano con graticcio a velo attaccato                                                                                     | |
| Grande finestra con suddivisione a due con in mezzo finestra del transetto divisa in nove finestrine ad arco a sesto acuto | |
| | Volta a traforo alla porta dorata, Peter Parler, cattedrale di San Vito, Praga.                                |
| | Balaustre a traforo sulle grondaie del tetto, timpano inclinato e gallerie del Municipio di Lovanio, 1448–1469 |
| | Municipio a Bad Waldsee, timpani a merlatura con balaustra a traforo                                           |
| | Corona di traforo su un timpano, Casa del sindaco, 1538, Herford                                               |

## Traforo in legno
Nel gotico e poi anche nel neogotico furono realizzate volentieri tappezzerie, mobili profani (poltrone, armadi e cassapanche) e oggetti di arredo in legno per chiese, quali banchi, altari, pulpiti e matronei con intagli filigranati che furono percepiti come opere di traforo, per cui vengo indicati come appartenenti a questo tipo di motivi architettonici.

## Traforo in ferro
Nel neogotico il traforo fu realizzato anche in ghisa. Famoso esempio è la torre della crociera della torre della crociera (Tour-lanterne) della cattedrale di Rouen, la cui cima raggiunge i 151,5 m fu completata integralmente in ghisa nel 1877.